# Jakob Teplitz
Jakob Teplitz war ein um 1600 lebender und wirkender jiddischer Dichter.
Er verfasste unter anderem im Jahr 1600 das mehrfach nachgeahmte jiddische Teiten-Lid („Totenlied“) und das Toire-Lid („Tora-Lied“).